# ENDOU
ENDOU (англ. Endonuclease, poly(U) specific) – білок, який кодується однойменним геном, розташованим у людей на 12-й хромосомі. Довжина поліпептидного ланцюга білка становить 410 амінокислот, а молекулярна маса — 46 872.
| 10         |  | 20         |  | 30         |  | 40         |  | 50         |
| ---------- |  | ---------- |  | ---------- |  | ---------- |  | ---------- |
| MRACISLVLA |  | VLCGLAWAGK |  | IESCASRCNE |  | KFNRDAACQC |  | DRRCLWHGNC |
| CEDYEHLCTE |  | DHKESEPLPQ |  | LEEETEEALA |  | SNLYSAPTSC |  | QGRCYEAFDK |
| HHQCHCNARC |  | QEFGNCCKDF |  | ESLCSDHEVS |  | HSSDAITKEE |  | IQSISEKIYR |
| ADTNKAQKED |  | IVLNSQNCIS |  | PSETRNQVDR |  | CPKPLFTYVN |  | EKLFSKPTYA |
| AFINLLNNYQ |  | RATGHGEHFS |  | AQELAEQDAF |  | LREIMKTAVM |  | KELYSFLHHQ |
| NRYGSEQEFV |  | DDLKNMWFGL |  | YSRGNEEGDS |  | SGFEHVFSGE |  | VKKGKVTGFH |
| NWIRFYLEEK |  | EGLVDYYSHI |  | YDGPWDSYPD |  | VLAMQFNWDG |  | YYKEVGSAFI |
| GSSPEFEFAL |  | YSLCFIARPG |  | KVCQLSLGGY |  | PLAVRTYTWD |  | KSTYGNGKKY |
| IATAYIVSST |  |            |  |            |  |            |  |            |

A: Аланін

C: Цистеїн

D: Аспарагінова кислота

E: Глутамінова кислота

F: Фенілаланін

G: Гліцин

H: Гістидин

I: Ізолейцин

K: Лізин

L: Лейцин

M: Метіонін

N: Аспарагін

P: Пролін

Q: Глутамін

R: Аргінін

S: Серин

T: Треонін

V: Валін

W: Триптофан

Кодований геном білок за функціями належить до гідролаз, нуклеаз, ендонуклеаз. 
Задіяний у такому біологічному процесі, як альтернативний сплайсинг. 
Білок має сайт для зв'язування з іонами металів, РНК, іоном марганцю. 
Секретований назовні.